# Federico Bernardeschi
Federico Bernardeschi (Carrara, 1994. február 16. –) Európa-bajnok olasz válogatott labdarúgó, a Toronto játékosa.

## Statisztika

### Klub
2022. május 21-i állapot szerint.
| Klub               | Szezon             | Bajnokság | Bajnokság | Kupa  | Kupa  | Nemzetközi | Nemzetközi | Egyéb | Egyéb | Összesen | Összesen |
| Klub               | Szezon             | Mérk.     | Gólok     | Mérk. | Gólok | Mérk.      | Gólok      | Mérk. | Gólok | Mérk.    | Gólok    |
| ------------------ | ------------------ | --------- | --------- | ----- | ----- | ---------- | ---------- | ----- | ----- | -------- | -------- |
| Crotone (kölcsön)  | 2013–14            | 39        | 12        | 0     | 0     | —          | —          | —     | —     | 39       | 12       |
| Fiorentina         | 2014–15            | 7         | 1         | 0     | 0     | 3          | 2          | —     | —     | 10       | 3        |
| Fiorentina         | 2015–16            | 33        | 2         | 1     | 0     | 7          | 4          | —     | —     | 41       | 6        |
| Fiorentina         | 2016–17            | 32        | 11        | 2     | 1     | 8          | 2          | —     | —     | 42       | 14       |
| Fiorentina         | Összesen           | 72        | 14        | 3     | 1     | 18         | 8          | —     | —     | 93       | 23       |
| Juventus           | 2017–18            | 22        | 4         | 3     | 0     | 5          | 1          | 1     | 0     | 31       | 5        |
| Juventus           | 2018–19            | 28        | 2         | 2     | 1     | 8          | 0          | 1     | 0     | 39       | 3        |
| Juventus           | 2019–20            | 29        | 1         | 3     | 0     | 6          | 1          | 0     | 0     | 38       | 2        |
| Juventus           | 2020–21            | 27        | 0         | 4     | 0     | 7          | 0          | 1     | 0     | 39       | 0        |
| Juventus           | 2021–22            | 28        | 1         | 2     | 1     | 5          | 0          | 1     | 0     | 36       | 2        |
| Juventus           | Összesen           | 134       | 8         | 14    | 2     | 31         | 2          | 4     | 0     | 183      | 12       |
| Toronto            | 2022               | 0         | 0         | 0     | 0     | 0          | 0          | 0     | 0     | 0        | 0        |
| Toronto            | Összesen           | 0         | 0         | 0     | 0     | 0          | 0          | 0     | 0     | 0        | 0        |
| Karrierje összesen | Karrierje összesen | 244       | 34        | 17    | 3     | 49         | 10         | 5     | 0     | 315      | 47       |

### Válogatott
2019. március 23-án lett frissítve
| 2016   | 7  | 0 |
| 2017   | 6  | 1 |
| 2018   | 3  | 1 |
| 2019   | 1  | 0 |
| Összes | 17 | 2 |

### Válogatott góljai
| #  | Időpont           | Helyszín                                   | Ellenfél      | Állás | Végeredmény | Kiírás                   |
| -- | ----------------- | ------------------------------------------ | ------------- | ----- | ----------- | ------------------------ |
| 1. | 2017. június 11.  | Stadio Friuli, Udine, Olaszország          | Liechtenstein | 4–0   | 5–0         | Világbajnokság-selejtező |
| 2. | 2018. október 10. | Stadio Luigi Ferraris, Genova, Olaszország | Ukrajna       | 1–0   | 1–1         | barátságos               |

## Sikerei, díjai

### Klub
Juventus
- Serie A-győztes: 2017-18, 2018-19, 2019-20
- Olasz Kupa-győztes: 2017-18, 2020-2021
- Szuperkupa-győztes: 2018, 2020

### Válogatott
Olaszország
- Labdarúgó-Európa-bajnokság-győztes: 2020

### Egyéni elismerés
- Campionato Primavera Girone A-gólkirálya: 2013